# 鐵拳8
《鐵拳8》是于2024年1月26日由万代南梦宫娱乐发行的《铁拳系列》主系列第八作。

## 剧情
《铁拳7》事件后，風間仁与三島一八之间的父子恩怨将展开。

## 角色
《鐵拳8》共有40名可玩角色，其中新增4名角色及增加8位DLC角色。

### 可玩角色

#### 新增角色
- 阿茲瑟娜·蜜拉葛羅絲·奧提茲·卡斯提洛
- 麗奈
- 維克多·夏維利耶
- Miary Zo（DLC角色）
- Jack-8

#### 復歸角色
- 三島一八
- 保羅·菲尼克斯
- 豹王二世
- 吉光
- 妮娜·威廉斯
- 馬歇爾·羅
- 李超狼
- 熊二世
- 風間準
- 風間仁
- 花郎
- 布萊恩·福瑞
- 凌曉雨
- 熊貓
- 史帝芬·福克斯
- 風間飛鳥
- 馮威
- 雷文
- 莉莉·羅舍福爾
- 謝爾蓋·德拉古諾夫
- 魔鬼仁
- 里奧·克里森
- 拉斯·亞歷山德森
- 亞莉莎·伯斯科諾維奇
- 扎菲娜
- 克勞迪奧·塞拉菲諾
- 沙欣
- 李羅伊·史密斯

### 非玩家角色/特殊角色
- 阿薩謝爾
- 魔鬼一八
- 天使仁
- Jack-7
- 真魔鬼一八

### DLC復歸角色
- 艾迪·貢多
- 莉迪亞·索比斯卡
- 三島平八
- 克萊夫·羅茲菲德（最終幻想16聯動角色）
- 安娜·威廉斯
- 法庫蘭
- 鐵甲豹王二世

## 开发与发行
2022年9月14日，万代南梦宫娱乐在索尼的State of Play上宣布将发行使用虚幻引擎5开发的《鐵拳8》。本作于2024年1月26日在Microsoft Windows、PlayStation 5和Xbox Series X/S平台发行。

## 外部連結
- 官方网站
- 鐵拳8的X（前Twitter）